# Getúlio Pereira Dias
Getúlio Pereira Dias (Pelotas, 4 de maio de 1934 – Brasília, 29 de maio de 2002) foi um político brasileiro.
Filho de Moacir MacDonough Dias e de Alcida Pereira Dias. Casou com Zoé Rodrigues Dias, com quem teve três filhos.
Foi eleito deputado federal pelo Rio Grande do Sul nas eleições estaduais no Rio Grande do Sul em 1970, reeleito nas eleições estaduais no Rio Grande do Sul em 1974 e nas eleições estaduais no Rio Grande do Sul em 1978.